# Любителска футболна лига на Русия
Любителската футболна лига е руска обществена организация, под чиято егида се провежда първенството на непрофесионалните отбори в Русия. Създадена е на 15 октомври 2003 г. ЛФЛ наследява аматьорската организация КФК. През април 2012 на мачът Арсенал (Тула) - Госуниверситет-Русичи от ЛФЛ Черноземие се събират 13 500 зрители, което е рекорд за мач от лигата.
Учредители са Руския футболен съюз и следните междурегионални обединения на федерацията по футбол на Русия (МРО):
1. Далекоизточен футболен съюз
2. МРО Сибир
3. МРО Урал и Западен Сибир
4. МРО Северозапад
5. МРО Център (Москва)
6. МРО Център (Московска област)
7. МРО Золотое Кольцо
8. МРО Черноземие
9. МФС Приволжие
10. МРО Южен федерален окръг

Те обединяват 79 регионални федерации по футбол в Руската федерация. Президентите на МРО федерациите по футбол са членове на Съвета на любителската футболна лига.